# Чилеанска араукарија
Чилеанска араукарија, араукарија араукана или чилеански бор (Araucaria araucana) је врста четинарског дрвета из рода араукарија (Araucaria). Пореклом је из средњег Чилеа и западне, односно средње Аргентине.

## Опис
Ово зимзелено дрвеће може да расте у висину до 40 метара и да достигне пречник од 2 метра. Лист је у облику љуспе, сјајно зелен са обе стране, 30-50 mm дугачак и 8-25 mm широк, подужно избраздан линијама стоминих отвора са обе стране листа, које се задржавају 10-15 година.
Обично је дводома врста са мушким и женским шишарицама на одвојеним стаблима, ретки су једнодоми примерци. Мушке шишарице су издужене, у почетку дугачке 4 центиметра, а касније, пред опрашивање 8-12 центиметара дугачке и 5-6 центиметара широке. Опрашивање се врши путем ветра. Женске (плодне) шишарке, које су зреле у јесен отприлике 18 месеци после опрашивања, лоптастог су облика и пречника 12-20 cm. Садрже око 200 семена. Семе је налик лешнику дуго 3-4 cm, разносе га чавке, креје и веверице. Дрво може да живи две хиљаде година. Угрожена је врста у дивљини.
Чилеанска араукарија је популарна вртна врста, која се гаји због својих декоративих грана, симетричног облика.
Свето је дрво за чланове племена Мапуч.

## Распрострањеност и станиште
Араукарија је врста умерено климатских подручја са великом количином кише у току године, али може да и поднесе температуре до -20 °C. Ово је најиздржљивија врста овог рода, и једина која успева у Уједињеном Краљевству и у континеталном делу Сједињених држава и Европи далеко од екстремног југа. У Канади, Ванкуверу и Викторији налази се доста добрих примерака ове врсте, такође расте и на острвима Краљице Шарлоте. Подноси и заслањена земљишта, али не и градске услове (загађен ваздух).

## Галерија
- Хабитус
- Мртва кора
- Врх гранчице са љуспастим четинама
- Врх гранчице са више пупољака
- Спирални распоред четина
- Љуспасте четине
- Хабитус (Вандусенова ботаничка башта)
- Шишарка (Вандусенова ботаничка башта)